# Conquesta de Gurgan i Astarabad (1384)
La conquesta de Gurgan i Astarabad fou una campanya militar de Tamerlà del 1384 que va comportar la conquesta d'aquesta regió i ciutat, la fugida de l'amir Wali i el restabliment al poder efectiu del kan.
Tres mesos va romandre Timur a Samarcanda abans de tornar a sortir en campanya cap al Gurgan i Mazanderan. L'exèrcit va creuar el Jihun a Tirmidh i va establir el campament a Balkh on va romandre uns dies mentre la resta de l'exèrcit confluïa cap a aquesta ciutat. Fins a cent mil cavallers es van mobilitzar. Timur va fer una revista general i l'exèrcit va sortir cap al riu Murghab. Prop del riu es va unir a l'expedició la princesa Khan Zade, esposa ara de Miran Shah, que portava al petit príncep Khalil Sultan. Timur va enviar a Samarcanda a la princesa Sarai Mulk Khanum i les altres dames, quedant només amb ell Tuman Agha. Després van seguir per Burkei Tash cap a Sarakhs i d'allí a Abiward i després a Nasa. Allí va saber que Amir Wali havia fortificat la ciutadella de Durun on tenia una guarnició molt forta. L'avantguarda de Timur (manada per Mubashir Bahadur, Xaikh Ali Bahadur, Sevinjik Bahadur i altres) va topar amb la d'amir Wali a un lloc anomenat Giaukerch. Mubashir va resultar greument ferit en el combat, però tot i així va carregar i va encaminar la victòria. Timur li va concedir el soyurgal (senyoria hereditària) de Giaukerch i Hurberi per gaudir de les rendes a perpetuïtat. Després es va assetjar Durun, que fou presa a l'assalt al cap d'uns dies. El governador i la guarnició foren executats. D'allí van passar a la comarca de Txilun i van creuar el riu Gurgan acampant a Chasuman. Prop d'alli es va produir un nou enfrontament entre les avantguardes; Hajji Mahmud Shah Yasauri fou ferit greu; Ak Timur i el seu fill Shaikh Timur van destacar en la lluita; les escaramusses van seguir durant 20 dies. El dia 21è Timur va passar el Pont del Dervix i amir Wali el va enfrontar amb el seu exèrcit però fou derrotat.
Wali va poder fugir però molts dels seus van resultar morts o foren massacrats. Wali es va retirar a una fortalesa propera però a la nit, quan l'exèrcit de Timur estava acampat, va fer una sortida per sorpresa per atacar l'ala dreta que estava dirigida per Miran Shah; la guàrdia deixada per Timur ho va detectar i finalment els atacants foren posats en fuita i molts d'ells van morir en els pous trampa que el propi Wali havia manat preparar pels timúrides. Aleshores Wali es va retirar cap a la seva capital Astarabad, però Timur va ordenar marxar tota la nit i van arribar a la capital abans d'estar en situació de defensa; hi van entrar i van fer una matança general, incloent vells, dones i nens (novembre de 1384). Wali amb les seves dones i fills i una petita escorta va poder fugir cap a Damghan via Langatu i va deixar a la família a la fortalesa de Girdkuh, seguint ell cap a Rayy. Timur el va fer perseguir per Kodadad Husayni, Xaikh Ali Bahadur, Umar Abbas, Kumari Binak i altres que van estar a punt d'atrapar-lo a Rayy, però encara va poder seguir i va poder entrar als boscos del Rustamdar, regió muntanyosa i boscosa en part inaccessible on ja no el van poder seguir. Al tron de Gurgan i Astarabad Timur va establir al genguiskànida Lukman Padshah (en nom del qual governava amir Wali), el que fou una mena de homenatge a la yasa (llei) de Genguis Kan.